# LC Waikiki
 (décembre 2018).
Si vous disposez d'ouvrages ou d'articles de référence ou si vous connaissez des sites web de qualité traitant du thème abordé ici, merci de compléter l'article en donnant les références utiles à sa vérifiabilité et en les liant à la section « Notes et références ».
LC Waikiki est une marque turque de vêtements de prêt-à-porter et d'accessoires de mode fondée en 1985 par la société française DDKA (initiales des fondateurs Jean-Jacques Demri, Président de la société TWA Promenades, qui a financé sur fonds propres la création et le developpement de la société , SK et George Amouyal ). 
Les initiales LC signifient « Les Copains » en référence aux 3 amis fondateurs de la marque.
Initialement implantée en France, la marque a joui d'une grande notoriété dans le pays dans les années 1990 auprès des enfants et adolescents. En 1997, la marque est rachetée par la société turque Tema Textile qui la réoriente et se concentre principalement sur le développement de boutiques sur le marché turc et le marché international.
Le dessinateur Bernard Werner est l'auteur du chimpanzé de la marque.